# Frederick Busch
Pour les articles homonymes, voir Busch.
Frederick Busch, né le 1er août 1941 à Brooklyn et décédé le 23 février 2006  à Manhattan, est un écrivain américain. 	

## Biographie
Busch est diplômé du Muhlenberg College et obtient sa maitrise à l'université Columbia. Il est professeur de littérature à l'université Colgate, à Hamilton, New York de 1966 à 2003.
Il remporte de nombreux prix, y compris l'American Academy of Arts and Letters Fiction Award en 1986 et le PEN / Malamud Award en 1991.
Il est le père de l'acteur Benjamin Busch (en).

## Œuvres

### Romans
- (en) I Wanted A Year Without Fall, Calder & Boyars, London, 1971
- (en) Hawkes: a guide to his fictions, Syracuse University, 1973
- (en) Manual Labor, New Directions, 1974
- (en) Domestic Particulars: a Family Chronicle, New Directions Pub. Co., New York, 1976
- (en) Mutual Friend, Harper & Row, 1978
- (en) Rounds, Farrar, Straus and Giroux, 1980
- (en) Take This Man, Farrar, Straus and Giroux, 1981
- (en) Invisible Mending, D.R. Godine, 1984
- (en) Sometimes I Live in the Country, D.R. Godine, 1986
- (en) War Babies, New Directions, 1989
- (en) Harry and Catherine, Knopf, New York, 1990
- (en) Closing Arguments, Ticknor & Fields, 1991
- (en) Long Way From Home, Ticknor & Fields, 1993
- Filles, Gallimard, coll. « Du monde entier », 2000 ((en) Girls, Harmony Books, 1997), trad. Nadia Akrouf, 338 p.  (ISBN 978-2070751990)
- L'Inspecteur de nuit, Gallimard, coll. « Du monde entier », 2002 ((en) The Night Inspector, Harmony Books, 1999), trad. Nadia Akrouf, 348 p.  (ISBN 978-2070757329)
- Souvenir de guerre, Gallimard, coll. « Du monde entier », 2006 ((en) A Memory of War, 2003), trad. Nadia Akrouf, 408 p.  (ISBN 978-2070769001)
- Nord, Gallimard, coll. « Du monde entier », 2010 ((en) North, Random House, 2005), trad. Stéphanie Levet, 368 p.  (ISBN 978-2070773787)Suite de Girls

### Recueils de nouvelles
- (en) Hardwater Country: Stories, Knopf, New York, 1979
- (en) Too Late American Boyhood Blues: Ten Stories, D.R. Godine, 1984
- (en) Absent Friends, Knopf, New York, 1989
- (en) Children in the Woods: New and Selected Stories, Ticknor & Fields, 1994
- (en) Don't Tell Anyone: Short Stories and a Novella, Ballantine Books, 2000
- Missions de sauvetage, Gallimard, coll. « Du monde entier », 2010 ((en) Rescue Missions, W.W. Norton & Co., 2006), trad. Stéphanie Levet, 384 p.  (ISBN 978-2070785216)
- (en) The Stories of Frederick Busch, 2013

### Essais
- (en) A Dangerous Profession: a Book about the Writing Life, St. Martin's Press, 1998
- (en) Letters to a Fiction Writer, 2000

## Prix
- 1962 Fellowship  Woodrow Wilson Foundation
- 1981 Fellowship Guggenheim Foundation
- 1981 Fellowship Ingram Merrill Foundation
- 1985 National Jewish Book Award for Fiction, Jewish Book Council
- 1986 American Academy of Arts and Letters Fiction Award
- 1991 PEN/Malamud Award for Excellence in Short Fiction
- 1997 New York Times Notable Book pour Girls
- 1999 National Book Critics Award Nomination pour The Night Inspector
- 2000 Finaliste du PEN/Faulkner Award for Fiction, pour The Night Inspector[2]